# Dying For A Heart
Dying For A Heart fue el segundo álbum de estudio de la cantante estadounidense de música cristiana Krystal Meyers, este álbum fue lanzado el 19 de septiembre de 2006. Este álbum está afiliado a su primer álbum tanto musicalmente como en la composición, aunque este álbum contó con canciones con un estilo más Pop rock y Balada, este álbum contó con cuatro sencillos que promocionaron el álbum.

## Información
Tras haber lanzado su álbum debut autotitulado, Meyers lanzó su segundo álbum de estudio titulado "Dying For A Heart" el álbum fue lanzado el 19 de septiembre de 2006 en los Estados Unidos y el 24 de octubre de 2006 en todo el mundo, este álbum fue muy similar al anterior con canciones rock pero este álbum representó más profundidad en sus canciones, al igual que su antecesor en este álbum también se desprendieron cuatro sencillos. Ian Eskelin, Andrew Bojanic y Elizabeth Hooper de Wizardz of Oz, y Berry Weeks colaboraron en la producción, producción ejecutiva y en la composición de canciones, mientras que Mike Komprass se encargó de la ingeniería musical.
El álbum alcanzó el puesto no. 19 en el Top Heatseekers, su primer sencillo "Collide" logró el puesto 6 en los charts de Rock cristiano, su segundo sencillo "The Beauty Of Grace" logró el puesto número 4 en el chart de CDH, y el puesto no. 2 en Japón, su tercer sencillo "Hallelujah" logró el puesto no. 28 en las listas de charts de Rock cristiano, la canción "Together" se presentó en el pre-show de NBC de Héroes & Villains. La canción The Situation fue escrita por Meyers y su guitarrista Brian Hitt, la canción habla acerca de las tentaciones carnales que hay en una relación y de tomar la decisión correcta, la canción se opone abiertamente a las relaciones sexuales prematrimoniales: "Queríamos escribir un tipo de canción polémica que desafiara totalmente a los jóvenes de las nuevas generaciones ...The Situation va sobre el sexo prematrimonial queríamos hacerlo mas desafiante y en su cara". EL álbum tuvo calificaciones favorables Allmusic le dio 4 estrellas de 5, mientras que Jesus Freak Hideout le dio 4 estrellas y media de 5.

## Lista de canciones
| N.º | Título                   | Duración |  |
| 1.  | «Collide»                | 2:58     |  |
| 2.  | «Live»                   | 2:59     |  |
| 3.  | «The Beauty Of Grace»    | 3:53     |  |
| 4.  | «The Situation»          | 3:23     |  |
| 5.  | «Love Is On the Run»     | 3:07     |  |
| 6.  | «Only You Make Me Happy» | 3:11     |  |
| 7.  | «Together»               | 2:58     |  |
| 8.  | «Shake It Off»           | 3:16     |  |
| 9.  | «Stand and Scream»       | 3:16     |  |
| 10. | «Hallelujah»             | 3:28     |  |

## Singles
De este álbum se desprendieron cuatro sencillos para promocionar el álbum los cuales fueron:
- "Collide": Este fue el primer sencillo del álbum que fue lanzado a principios de 2006, esta canción es una mezcla de Rock alternativo y Pop-Punk.

- "The Beauty Of Grace": Este fue el segundo sencillo del álbum, este sencillo contó con un video musical que sirvió para promocionar el sencillo, esta canción tuvo un estilo musical más suave que otras canciones del álbum que va desde la Balada y el Pop rock.

- "Hallelujah": Fue el tercer sencillo del álbum también contó con un video musical para promocionar, esta canción tuvo un estilo musical menos pesado, con sonidos Rock, Balada y Pop.

- "Together": Este fue el cuarto y el último sencillo del álbum la canción fue un estilo Pop punk y es una canción con sonidos más alegres y divertidos.